# Vali Angel
Vali Angel, vlastním jménem Valerie Kaňová, je česká zpěvačka a modelka.

## Životopis
Získala 2. místo v Eurofinále soutěže (Concours de la chanson francofonne Ostrava) ve frankofonní písni (rok 2016). V témž roce zvítězila v polské pěvecké soutěži Olza music show, kde získala cenu poroty. Úspěšně reprezentovala Českou republiku na Mezinárodním dětském festivalu písně a tance v polském Konině. Ve svých dvanácti letech (rok 2017) vydala svůj první singl Bez limitů. Na videoklipu Bez Limitů se autorsky podílel frontman skupiny Ajdontker Martin Hronek (hudba i text). O rok později (2018) vydala druhou píseň s názvem Koupák. Téhož roku vydala další tentokrát pohádkově laděnou píseň s názvem Za zrcadlem, který se točil na zámku v Kuníně. V roce 2020 vyhrála celostátní soutěž Dívka roku, ve které ve volné disciplíně zpívala vlastní verzi italské písně Caruso od Lary Fabian. K této písni natočila na ostrově Bali videoklip. O rok dříve v Bohumíně vyhrála soutěž Miss Karkulka. V roce 2021 se účastnila 7 řady soutěže Česko Slovenská Superstar a umístila se v semifinále. Se soutěží se však rozloučila vydáním svého nového songu nazvaného První pusa. Jejím autorem je Petr Harazin, frontman havířovské skupiny Nebe. Na jaře roku 2022 se stala ambasadorkou Nadace Špuntíci. Domluví se anglickým jazykem a učí se německy, francouzsky a italsky. Hraje na klavír a jako modelka se objevila v několika kampaních. Je vicemistryní České republiky v latinsko-amerických tancích v kategorii tanečních formací.[zdroj?]
V říjnu roku 2024 nastoupila na Právnickou fakultu Univerzity Karlovy a současně také na Institut komunikace a žurnalistiky na Fakultě sociálních věd Univerzity Karlovy.[zdroj?]